# Verwaltungskreis Obersimmental-Saanen
Der Verwaltungskreis Obersimmental-Saanen im Kanton Bern wurde auf den 1. Januar 2010 gegründet. Er gehört zur Verwaltungsregion Oberland und umfasst sieben Gemeinden auf 574,87 km² mit zusammen 16'788 Einwohnern (Stand: 31. Dezember 2023).

## Regierungsstatthalter
- Erster Regierungsstatthalter wurde Michael Teuscher (SVP), der das Amt seit 2010 führt.
- Für die kommende Legislaturperiode (2026–2029) wurde Matthias Matti (Die Mitte) gewählt.[2]

## Gemeinden
| Wappen            | Name der Gemeinde | Einwohner (31. Dezember 2023) | Fläche in km² | Einwohner pro km² |
| ----------------- | ----------------- | ----------------------------- | ------------- | ----------------- |
| Boltigen          | Boltigen          | 1'267                         | 77,07         | 16                |
| Gsteig bei Gstaad | Gsteig bei Gstaad | 1'020                         | 62,40         | 16                |
| Lauenen           | Lauenen           | 850                           | 58,49         | 15                |
| Lenk              | Lenk              | 2'301                         | 122,96        | 19                |
| Saanen            | Saanen            | 6'962                         | 120,06        | 58                |
| St. Stephan       | St. Stephan       | 1'315                         | 60,89         | 22                |
| Zweisimmen        | Zweisimmen        | 3'073                         | 73,00         | 42                |
| Total (7)         | Total (7)         | 16'788                        | 574,87        | 29                |

Der Kreis besteht aus sämtlichen Gemeinden der ehemaligen Amtsbezirke Obersimmental und Saanen.